# Ivo Lopes
Ivo Miguel Lopes (Lissabon, 20 september 1996) is een Portugees motorcoureur.

## Carrière
In 2011 debuteerde Lopes in de FIM MotoGP Rookies Cup. Hij kende een redelijk debuutseizoen, met een podiumplaats op Silverstone als hoogtepunt. Met 93 punten werd hij achtste in het kampioenschap. Daarnaast reed hij ook twee races in het Spaanse Moto2-kampioenschap op een Yamaha. In 2012 reed hij zijn tweede seizoen in de Rookies Cup. Hij behaalde twee podiumfinishes op het Circuito Permanente de Jerez en het TT Circuit Assen en stond tijdens zijn thuisrace op het Autódromo do Estoril op het podium, maar zakte naar de tiende plaats in de eindstand met 99 punten. In 2013 reed hij een enkele race in de FIM Superstock 1000 Cup op een Suzuki.
In 2014 en 2015 kwam Lopes in beide jaren uit in twee races van zowel de Spaanse Moto2 als het Spaans kampioenschap Superstock op een Yamaha, maar eindigde geen enkele keer in de punten. In 2016 reed hij op een Kawasaki een volledig seizoen in beide klassen. In de Moto2 behaalde hij drie kampioenschapspunten met een veertiende plaats op het Motorland Aragón en een vijftiende plaats op het Autódromo Internacional do Algarve, waardoor hij op plaats 29 eindigde. In de Superstock won hij vijf van de tien races en werd hij gekroond tot kampioen in de klasse.
In 2017 nam Lopes deel aan twee races van de Spaanse Moto2 op Estoril op een Honda, waarin hij negende en zesde werd. In 2018 reed hij in dezelfde klasse in hetzelfde weekend op een Yamaha. Hij won de eerste race, terwijl hij in de tweede race zesde werd. Ook reed hij twee races in het Spaans kampioenschap Superstock, die hij allebei won. Dat jaar debuteerde hij tevens in het wereldkampioenschap Supersport op een Yamaha tijdens zijn thuisrace in Portimão, maar in deze race kwam hij niet aan de finish.
In 2019 stapte Lopes over naar het Spaans kampioenschap Supersport, waarin hij met negen punten op plaats 23 in het klassement eindigde. In 2020 stapte hij over naar het Spaans kampioenschap superbike. Hij werd vijftiende in de eindstand met 22 punten, maar werd wel kampioen in de Open-klasse. In 2021 stapte hij over naar de hoofdklasse van het kampioenschap, waarin hij met twee zeges, zeven podiumplaatsen en 224 punten de titel behaalde. In 2022 zakte hij terug naar de zevende plaats in het eindklassement. In 2023 debuteerde hij in het wereldkampioenschap superbike voor het fabrieksteam van BMW in het weekend op Barcelona als vervanger van de geblesseerde Michael van der Mark.